# Relaciones Albania-Azerbaiyán
Las Relaciones Albania-Azerbaiyán (en azerí: Albaniya–Azərbaycan münasibətləri) son las relaciones diplomáticas bilaterales entre la República de Albania y la República de Azerbaiyán.

## Historia
El 4 de enero de 1992 la República de Albania reconoció la independencia de Azerbaiyán. Las relaciones diplomáticas entre los dos países se establecieron el 23 de septiembre de 1993.
Actualmente el jefe del Grupo de Trabajo sobre las relaciones interparlamentarias entre Azerbaiyán y Austria es Etibar Aliyev. El presidente del Grupo de Amistad entre Albania y Azerbaiyán en el Parlamento de Albania es el Sr. Edmond Panariti, exministro de Relaciones Exteriores y ministro de Agricultura y Desarrollo Agrario de la República de Albania.

## Visitas oficiales
Los días 10 y 11 de marzo de 2016, el presidente albanés, Bujar Nishani, realizó una visita oficial a Azerbaiyán para participar en el IV Foro Global de Bakú. Del 15 al 18 de marzo de 2017, el presidente de Albania, Bujar Nishani, participó en el V Foro Global en Bakú. Del 15 al 17 de marzo de 2018 y del 14 al 16 de marzo de 2019, el presidente albanés, Ilir Meta, llegó a Bakú en visita oficial para participar en los Foros Globales VI y VII de Bakú. El 14 de abril de 2022, el primer ministro albanés, Edi Rama, realizó una visita oficial a Azerbaiyán.

## Misiones diplomáticas residentes
- Albania tiene una embajada en Ankara.
- Azerbaiyán tiene una embajada en Atenas.[5]